# Spatholirion calcicola
Spatholirion calcicola är en himmelsblomsväxtart som beskrevs av Kai Larsen och Supee Saksuwan Larsen. Spatholirion calcicola ingår i släktet Spatholirion och familjen himmelsblomsväxter.
Artens utbredningsområde är Thailand. Inga underarter finns listade.